# Jan Urlings
Johannes Lodewijk Maria (Jan) Urlings (Den Haag, 25 januari 1935 - Ammerzoden, 7 oktober 2022) was een Nederlands jurist en raadsheer in de Hoge  Raad der Nederlanden.
Urlings studeerde rechten aan de Universiteit Leiden van 1958 tot 1963 met als specialisatie het belastingrecht; na zijn studie werd hij inspecteur der Rijksbelastingen. In 1964 werd hij substituut-griffier bij het Gerechtshof 's-Hertogenbosch; in 1968 werd hij rechter bij de rechtbank aldaar, waar hij een jaar eerder al rechter-plaatsvervanger was geworden. In 1974 werd hij benoemd tot raadsheer bij het Gerechtshof en in 1979 tot vicepresident van datzelfde gerechtshof. Naast zijn werkzaamheden als rechter was hij onder andere ook medewerker van de Nederlandse Jurisprudentie, voorzitter van de Begeleidingscommissie Nieuw Burgerlijk Wetboek van de Stichting Studiecentrum Rechtspleging en de Nederlandse Vereniging voor Rechtspraak, en voorzitter van de raad van toezicht van het Nederlands Instituut van Automobiel- en Vekeersongevallendeskundigen.
Op 2 december 1987 werd Urlings aanbevolen voor benoeming in de belastingkamer van de Hoge Raad, in verband met het aanstaande pensioen van president Ras en de benoeming van Johannes van Vucht tot vicepresident. De Tweede Kamer nam de aanbeveling ongewijzigd over en de benoeming volgde op 22 februari 1988. Met ingang van 27 juni 1997 werd Urlings benoemd tot raadsheer in buitengewone dienst, wat hij nog tot 1 februari 2005 zou blijven. Urlings overleed in 2022 op 87-jarige leeftijd.